# مجمع العسكريين (مشهد)
مجمع العسكريين هو مجمع ديني في مدينة مشهد المقدسة في إيران، مجاور لفندق الغدير، تأسس المجمع بدعم مكتب المرجع الديني آية الله العظمى السيد صادق الشيرازي في مشهد المقدسة، ويتكون المجمع من:
- حسينية لإقامة المجالس الدينية
- حوزة علمية للدراسة الحرة
- لجنة خيرية لتوزيع الإعانات للمحتاجين
- مضيف يستضيف الزوار بالمجان
- مكتبة عامة فيها 40 ألف كتاب